# Brian Brendell
Brian Brendell est un footballeur international namibien né le 7 septembre 1986 à Rehoboth en Sud-Ouest africain (actuelle Namibie).
Il évolue au poste de milieu droit ou d'ailier droit.
En janvier 2008, il participe à la Coupe d'Afrique des nations avec l'équipe de Namibie. Il marque lors de la défaite 5-1 contre le Maroc.